# Републикански път III-8606
Републикански път IIІ-8606 е третокласен път, част от Републиканската пътна мрежа на България, преминаващ изцяло по територията на Пловдивска област. Дължината му е 8,2 km.
Пътят се отклонява надясно при 11,8 km на Републикански път II-86 южно от град Пловдив и се насочва на юг през Горнотракийската низина. Минава през село Брестник и завършва в центъра на град Куклен.
| Пътища, отклоняващи се надясно (населено място, № на пътя, посока на пътя) | km  | Пътища, отклоняващи се наляво (посока на пътя, № на пътя, населено място) |
| -------------------------------------------------------------------------- | --- | ------------------------------------------------------------------------- |
| Община Родопи, II-86, 11,8 km → (до 54,2 km на II-86) III-8604, 0 km ←     | 0,0 | → 11,8 km, II-86, Община Родопи .                                         |
| с. Брестник                                                                | 4,7 | с. Брестник                                                               |
| Община Куклен                                                              | 5,8 | Община Куклен                                                             |
| (за с. Руен) общински път, гр. Куклен ←                                    | 8,2 | → гр. Куклен, общински път (за 19,5 km на II-86)                          |